# Joe Bambrick
Joseph Gardiner Absolom Bambrick, mais conhecido como Joe Bambrick (Belfast, 3 de novembro de 1905 – Belfast, 13 de outubro de 1983) foi um futebolista norte-irlandês. 
Nascido em Belfast, ainda na Irlanda unida, Bambrick passou por diversas equipes nas categorias de base, mas iniciou sua carreira profissional no Glentoran. Durante sua única temporada no clube,[carece de fontes?] surpreendeu quando marcou 44 vezes em apenas 37 partidas. Tais números foram o suficiente para se transferir para o Linfield. No Linfield, durante suas oito temporadas no clube, continuou sendo o grande artilheiro do futebol irlandês, tendo marcado durante sua passagem pelo clube, incríveis 311 gols em apenas 183 partidas. [carece de fontes?]
Seus tentos no futebol irlandês o levaram para o futebol vizinho, o inglês, quando se transferiu aos 29 anos para o Chelsea,[carece de fontes?] na época, uma equipe de apenas trinta anos. O clube pagou um valor astronômico para a época de quase três mil libras, tendo Bambrick recebido do valor 750. Em três temporadas,[carece de fontes?] continuaria sendo um grande artilheiro, tendo marcado 37 vezes em 66 partidas. Bambrick seria mesmo lembrado no Chelsea por seus quatro tentos na vitória contra o rival Leeds United por 7 x 1. Passaria ainda mais uma temporada no Walsall (quinze tentos em 35 partidas), antes de se aposentar do futebol[carece de fontes?] por conta do início da Segunda Guerra Mundial.
Seus tentos também lhe renderam suas oportunidades na Seleção Irlandesa, na época, ainda contando com atletas de toda a ilha. Tendo participado de cinco edições do Campeonato Britânico de Nações, deixando sua marca em todas, Bambrick passaria a ganhar fama em sua segunda participação, quando marcou seis vezes na partida contra o País de Gales na vitória por 7 x 0. Tal quantidade de tentos na partida, o transformou no atleta com maior número de gols numa única partida por uma seleção no mundo, recorde que continua nos dias atuais.
Após a partida, enquanto dava entrevista para os jornalistas, o goleiro galês disse que em seis chutes que Bamdrick deu, foram seis gols. Porém, acabaria sendo corrigido com humor em seguida por Joe, que disse: "Espere um minuto, Taffy, um deles foi de cabeça", se referindo a um dos seus tentos, que aconteceu de cabeça. Ainda durante essa temporada, Bambrick marcaria até o término da mesma incríveis 94 tentos, batendo seu próprio recorde de 81, em sua primeira temporada no Linfield.
Por conta de sua grande partida contra Gales, Bambrick também ganharia um refrigerante chamado "Joe Six". Ironicamente, em suas três participações seguintes no Campeonato Britânico, marcaria apenas uma vez em cada edição, justamente contra o País de Gales. Ao todo, Bambrick disputaria onze partidas pela Seleção Irlandesa, deixando sua marca em doze oportunidades, as quais lhe transformaram no maior artilheiro da história da seleção, juntamente com Billy Gillespie. Bambrick também disputaria outras doze partidas (marcando nove vezes) por um combinado da liga irlandesa. [carece de fontes?]